# Стиз смугастий
Стиз смугастий (Stizus fasciatus) — вид комах з родини Crabronidae. Корисний ентомофаг.

## Морфологічні ознаки
Тіло на більшій частині чорне, черевце з розвинутим світлим малюнком. Крила затемнені. Довжина тіла — 16-24 мм.

## Поширення
Вид відомий від півдня Європи до Афганістану та з Китаю.
В Україні зустрічається в деяких місцях узбережжя Чорного та Азовського морів.

## Особливості біології
Мешкає на ксерофітних ділянках на аренах. Літ імаго — у червні-серпні. Гніздо з кількома комірками будує в піщаному ґрунті. Яйця самиці відкладають на тіло паралізованих саранових. Демографічна ситуація не відома, плодючість не з'ясована.

## Загрози та охорона
Треба докладніше вивчити особливості біології виду, виявити і взяти під охорону місця його перебування. Рекомендований до охорони в Дунайському БЗ.